# محمدي (حسيني)
محمدي (بالفارسية: محمدی) هي منطقة سكنية تقع في إيران في قسم حسيني الريفي. يقدر عدد سكانها بـ 59 نسمة بحسب إحصاء 2016.